# Тесты способностей Elements
Тесты способностей — психометрическая методика оценки уровня развития способностей респондентов к анализу информации, представленной в виде чисел, текста и абстрактных символов. Применяются специалистами по работе с персоналом для принятия решений при приеме кандидатов на работу, индивидуальном развитии и внутреннем продвижении сотрудников. Разработан командой психологов под руководством Роджера Холдсуорта, автора теста OPQ, личностного опросника Dimensions и мотивационно-ценностного опросника Drives.

## Описание тестов Elements
Тесты Elements используются в различных профессиональных сферах, в разных типах организаций и для должностей разного уровня.

### Вербальный
- Оцениваемый параметр: позволяет определить, насколько сотрудник может в условиях ограниченного времени качественно анализировать информацию, представленную в виде текста, и делать верные выводы на основе анализа. Оценивает способность к интерпретации информации, представленной в виде текста, и получению правильных выводов на её основе.
- Целевые должности: профессиональные роли, требующие понимания бизнес-информации и работы с текстами, например, юристы, маркетологи, сотрудники отдела по работе с персоналом, ассистенты руководителей/отделов, PR
- Максимальное время прохождения: 15 минут (ограничено)
- Количество заданий: 15

### Числовой
- Оцениваемый параметр: позволяет определить, насколько кандидат может в условиях ограниченного времени качественно анализировать числовые данные, информацию, представленную в виде таблиц, производить расчеты и делать верные выводы.
- Целевые должности: профессиональные роли, требующие успешной работы с данными, например, сотрудники бухгалтерии и финансово-экономического отдела, аналитики, маркетологи, сотрудники отдела продаж, специалисты в области планирования
- Максимальное время прохождения: 12 минут (ограничено)
- Количество заданий: 12

### Логический
- Оцениваемый параметр: позволяет оценить способность анализировать информацию, представленную в виде кодов, абстрактных символов и знаков, верно определять логические последовательности и делать верные выводы на её основе. Оценивает способность к анализу абстрактной информации и её использованию, например, при продолжении последовательностей или завершении фигур. Является независимым от культурных влияний и уровня образования тестом интеллектуальных способностей.
- Целевые должности: профессиональные роли, требующие решения сложных задач, например, специалисты IT, инженерно-технические работника, специалисты научно-исследовательских институтов
- Максимальное время прохождения: 12 минут (ограничено)
- Количество заданий: 12

## Адаптивный принцип в основе тестов Elements
Система оценки Elements основана как на Классической теории тестов, так и на Теории тестовых заданий, что позволяет технически исполнить все три суб-теста Elements (вербальный, числовой и логический) в адаптивном режиме.
В адаптивных тестах вопросы, предлагаемые кандидату, зависят от успешности его ответов на предыдущие вопросы, что обеспечивается наличием достаточного банка вопросов (300 или больше) различного уровня сложности. Респондент начинает тест с вопроса средней сложности. Далее, если ответ на вопрос оказывается верным, ему предлагается более сложный вопрос, в противном случае — предлагается более легкий вопрос. Так продолжается до тех пор, пока не будет набрано заданное количество вопросов.
В традиционных тестах, в отличие от адаптивных, все участники получают фиксированный набор вопросов, как правило, в порядке возрастающей сложности. Адаптивные тесты в свою очередь представляют ряд сравнительных преимуществ:
- Продолжительность теста: так как респонденты быстро получают вопросы соответствующего их способностям уровня, тестирование занимает значительно меньше времени (примерно в два раза быстрее) по сравнению с традиционными тестами, причем это происходит без ущерба для научной строгости результатов.
- Закрытость: каждый респондент получает набор вопросов, которые подобраны индивидуально под его уровень способностей, что уменьшает шансы того, что вопросы и правильные ответы к ним будут опубликованы.
- Рандомизация: вопросы предъявляются в случайном порядке, что уменьшает шансы того, что два респондента получат один и тот же тест.
- Единая тестовая система: широкий спектр вопросов может быть включен в единую тестовую систему, что убирает необходимость использования батареи тестов разного уровня сложности для разных должностей. Это также означает, что тесты являются справедливыми и свободными от влияния таких факторов, как уровень образования и опыт работы кандидата.

## Подсчет результатов тестирования Elements
Итоговый сырой балл определяется комбинацией количества правильных и неправильных ответов, наряду с уровнем сложности вопросов. Чем больше правильных ответов, тем выше уровень сложности следующих вопросов и тем выше, соответственно, вероятность набрать высокий общий балл.
Полученный балл используется для определения принадлежности кандидата к процентилю в сравнении с предварительно заданной нормативной группой. То есть, результаты приобретают смысл только в сравнении с соответствующей выборкой людей, составляющих нормативную группу, например, «Составная группа», группа «Руководители высшего звена», «Выпускники и студенты», «Менеджеры начального и среднего звена», «Специалисты и эксперты».
Тесты Elements оценивают насколько успешно респондент может выполнять задания в случае, если он прилагает максимум усилий для лучшего выполнения, и таким образом эти тесты являются тестами достижений, и их результатом является оценка максимально возможного, а не типичного уровня развития способностей.
- Психологическое тестирование
- Коэффициент интеллекта
- Фактор общего интеллекта